# Marianne Ndiaye
Pour les articles homonymes, voir Ndiaye.
Marianne Ndiaye, née le 1er mars 1985 et morte le 23 février 2016 à Dakar, est une karatéka sénégalaise.

## Biographie
Marianne Ndiaye, ceinture noire 2e dan, remporte deux médailles d'or et deux médailles d'argent aux championnats d'Afrique 2004 à Durban (deux médailles d'or en kumite des moins de 53 kg junior et en kumite junior par équipes et deux médailles d'argent en kumite des moins de 53 kg senior et en kumite senior par équipes).
Elle obtient trois médailles d'or aux  championnats d'Afrique 2005 à Luanda (en kata par équipe, en kumite des moins de 60 kg et en kumite par équipes).
Elle est médaillée d'argent en kumite dans la catégorie des moins de 50 kg aux championnats d'Afrique 2010 au Cap, médaillée de bronze dans la catégorie des moins de 55 kg aux championnats d'Afrique 2014 à Dakar et médaillée d'argent dans la catégorie des moins de 55 kg aux Jeux africains de 2015 à Brazzaville.
Elle meurt des suites d'une longue maladie le 23 février 2016 à l'âge de 30 ans, à l'hôpital principal de Dakar.